# Лукаку, Роже
Роже Мена́ма Лука́ку (нидерл. Roger Menama Lukaku; 6 июня 1967 года, Киншаса, Заир) — бельгийский и конголезский футболист, нападающий.

## Клубная карьера
В возрасте 23 лет Роже Лукаку начал свою карьеру в Бельгии. Его первым клубом был «Бом», клуб из второго дивизиона. В этом клубе он добился повышения в бельгийский первый дивизион в 1992 году. Тем не менее, уже на следующий сезон клуб вылетел обратно во вторую лигу, а Лукаку перешел в «Серен».
С «Сереном» он занял 3-е место в бельгийском первом дивизионе. Он оставался в клубе в течение двух сезонов, прежде чем переехать в «Жерминаль Экерен». И снова его клуб занял 3-е место.
В 1996 году он перешёл в турецкий «Генчлербирлиги», но вернулся в Бельгию уже после одного сезона, чтобы играть в «Мехелене». В 1998 году он сменил клуб и стал выступать за «Остенде».

## Личная жизнь
Сыновья Роже — профессиональные футболисты, Ромелу, играющий за «Интернационале» и его младший брат, Жордан, выступает за «Аданаспор». Племянник Боли Болинголи-Мбомбо играет за «Мехелен» .